# Valparaíso de Goiás
Pour les articles homonymes, voir Valparaiso (homonymie).
Valparaíso de Goiás est une ville brésilienne de l'État de Goiás. Sa population était estimée à 146 694 habitants en 2013. La municipalité s'étend sur 60 km2.

## Maires
| Période | Période | Identité             | Étiquette | Qualité |
| ------- | ------- | -------------------- | --------- | ------- |
| 2009    | 2012    | Leda Borges de Moura | PSDB      |         |

1. ↑  IBGE